# カーリエ博物館

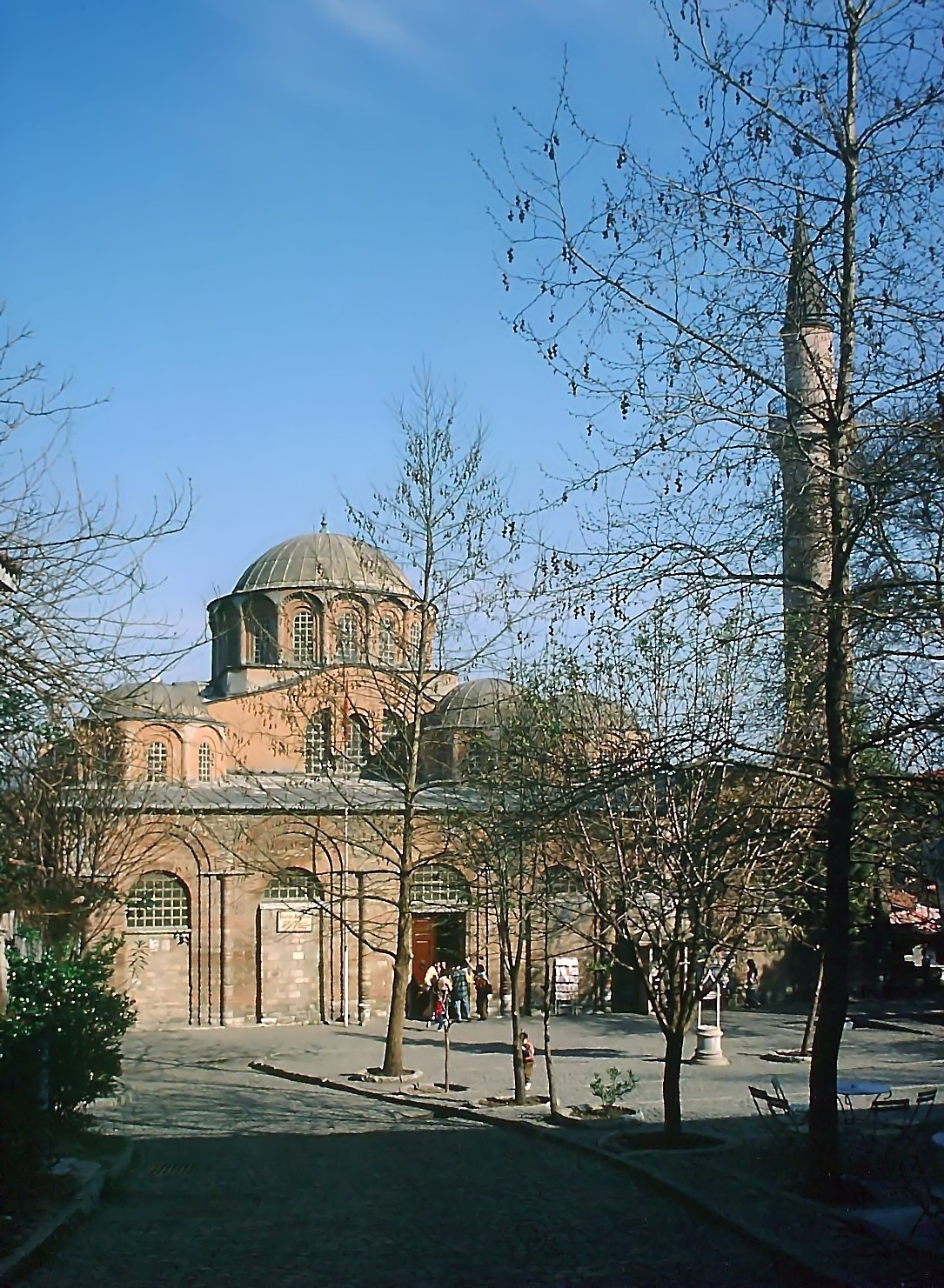
カーリエ博物館外観

カーリエ博物館（Kariye Müzesi）は、イスタンブール旧市街の北西、テオドシウスの城壁と幹線道路が交わるエディルネ門の近くにある博物館である。建物自体は、東ローマ帝国の時代であった11世紀に正教会修道院の付属教会堂として建設されたもので、14世紀まで間欠的に増改築が繰り返された。オスマン帝国の時代になるとモスクに改装され、名称もカーリエ・ジャーミーと改められたが、トルコ共和国によってその美術的価値が認められ、無宗教の博物館となった。しかし、2020年8月21日、エルドアン大統領は大統領令を以て同博物館を再びモスクとする旨の発表を行った。
正教会の教会堂としては、同じイスタンブールにあるアヤソフィアなどと比べると、小規模で雑な印象の建築であるが、14世紀に作成され、しばしばビザンティン美術の最高傑作と評価されるモザイクとフレスコ画が残されており、イスタンブールでも有名な観光スポットである。イスタンブール歴史地域として世界遺産にも登録されている。

## 歴史
カーリエ博物館は正教会の修道院の付属聖堂であり、本来の名称はコーラ修道院付属ソーテール（救世主）聖堂（ἡ Ἐκκλησία του Ἅγιου Σωτῆρος ἐν τῃ Χώρᾳ）である。この建物を擁したコーラ修道院の起原は古く、設立は6世紀から7世紀と考えられる。コーラとはギリシア語で田舎ないしは郊外を意味しており、その名の通り、修道院の敷地はコンスタンティノポリスの北西、中心部から遠い第六丘陵に位置した。さらに、コーラという言葉は、正教会（キリスト教）において藉身（受肉）の神秘を指す象徴的な意味をも持っている。

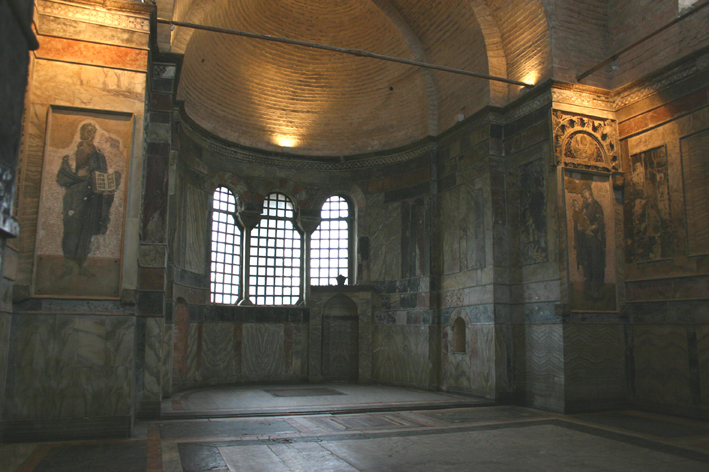
旧・中央聖堂

現在残っている聖堂の建設過程は複雑で、始まりは12世紀初期にアレクシオス1世コムネノスの子イサキオス・コムネノスによって建設された建物が母体になっている。身廊とアプス、ヴォールトの一部はこの時のものがそのまま残っていると考えられる。ドームは直径7mで、この時代の平面形式は円蓋式バシリカに近いものであった。この形態の教会堂は、暗黒時代にあたる時期のビザンティン建築に特有のものであったため、考古学的調査で明らかになるまでは7世紀頃の創建と考えられていた。
14世紀前期の増改築は、政治家兼学者のテオドロス・メトキテスによって行われた。1321年3月に完成したことが明らかなので、1316年から1321年にかけてドームの改築、身廊の周囲に内外2つのナルテクスと南側の墓廟礼拝堂（パレクリシオン）の設置が成され、内陣左右の小礼拝堂が付加された。その結果、建物はかなり不規則な形状となり、軸線はずれ、ナルテクスは大きさの異なる石造ベイによって分節されている。このように、建築としての質はよくないが、今日見ることのできるフレスコ画は、このときに画かれたものである。
オスマン帝国時代になるとモスク（イスラム教礼拝堂）に転用され、カーリエ・ジャーミーと命名された。聖堂からモスクへと改修されるにあたり、聖堂内部の装飾は麻布と漆喰によって塗り込められ、内陣にはミフラーブが作られた。さらに、ミナーレ（ミナレット）が追加され、ドームは漆喰を上塗りした木造のものに作り替えられた。19世紀末には、アーチが連続していた西側および南側正面の軒部分は水平に改装されている。
1948年から1958年にかけて、ポール・アンダーウッド率いるアメリカのビザンティン研究所によって上塗りが除去され、ビザンティン美術末期の装飾が蘇った。1958年、カーリエ・ジャーミイは無宗教の博物館に変更された。しかし、2024年に外装を修復した上でモスクに戻された。礼拝以外の時間には入場料を取って一般に公開されている。

## 装飾

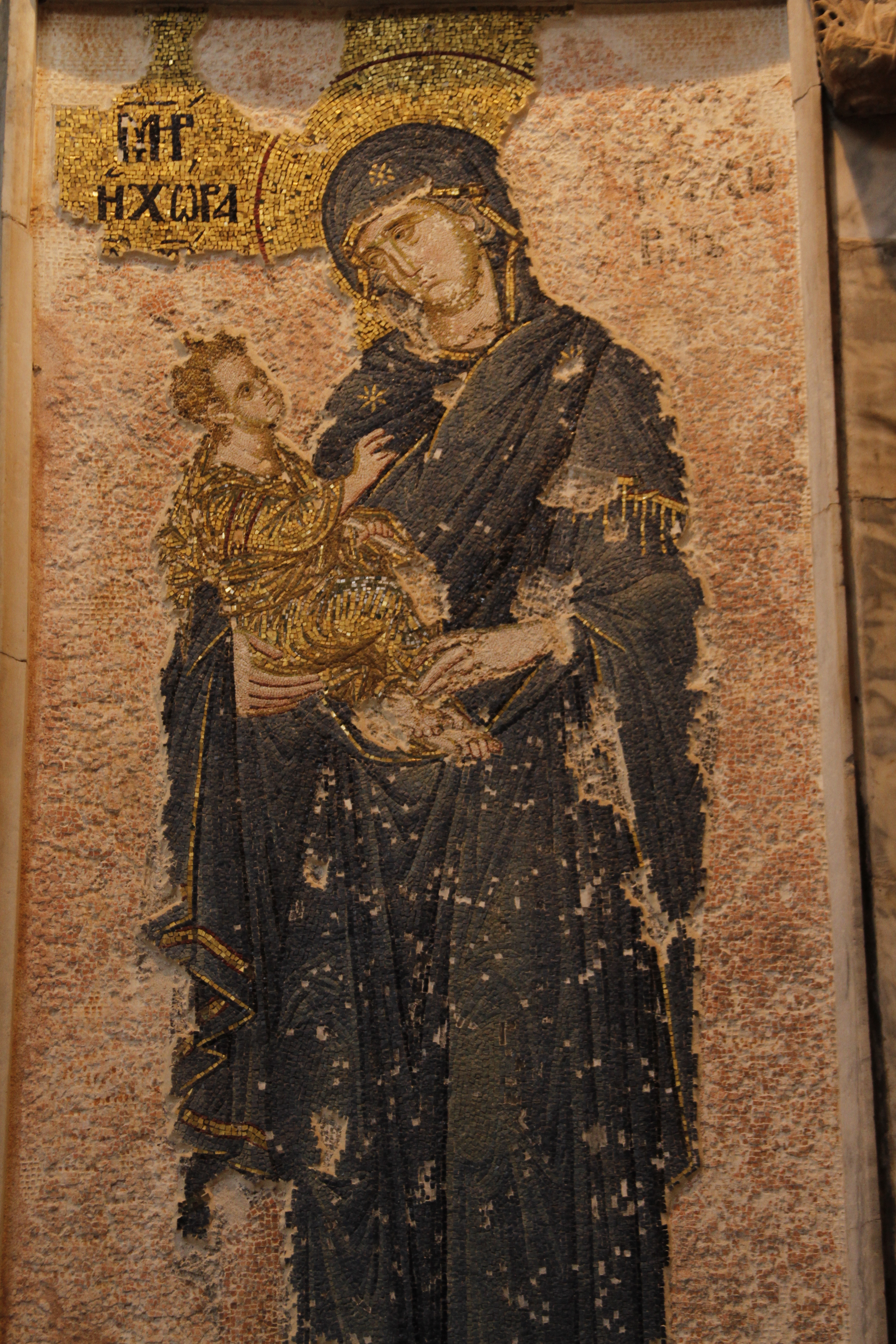
聖母子像

カーリエ美術館の建物は3つの領域に分かれている。玄関のような役割のナルテクス（内ナルテクスと外ナルテクスで構成される）、聖堂の内陣、そして墓廟礼拝堂（パレクレシオン）である。聖堂には6つのドーム（内ナルテクスに2、パレクレシオンに1、内陣に3つ）が存在する。ビザンティン美術の傑作とされるモザイクは180以上の場面が描かれているが、主に7つの主題にわかれる。フレスコ画は80以上の場面を構成し、3つの群をなす。

### 外ナルテクス
外ナルテクス（エクソナルテクス）は聖堂の玄関にあたる、奥行4m、幅23mの空間である。南端はパレクレシオンへの入り口部分にあたり、全体としてLの文字を横にしたような平面となっている。外ナルテクスから内ナルテクスにいたる正面入り口上部には、『パントクラトール』が描かれ、「命あるもののコーラ」との銘文が刻まれる。この部分の装飾は、以下のとおりハリストス（キリスト）の生涯が描かれている。
1. ベツレヘムにおけるヨセフの夢
2. 課税のための登録
3. ハリストスの降誕
4. 東方の三博士来訪
5. ヘロデ王へ報告
6. エジプトへの逃避
7. 幼児虐殺
8. 殺された子を嘆く母
9. 前駆授洗（洗礼者）ヨハネの母エリサベト
10. ヨセフ夢想、聖家族がエジプトよりナザレに帰る
11. 過越のエルサレムにおけるハリストスの説法
12. 前駆授洗ヨハネによるハリストスの洗礼
13. ハリストスの奇跡
14. 全能者ハリストス
15. 生神女と天使の祈祷

### 内ナルテクス
外ナルテクスの内側にある空間。奥行4m、幅18m。中央の扉は内陣への入り口、南側の扉は、パレクレシオンの手前にある外ナルテクスに通じている。北端は、側廊への入り口が設けられ、そのままプロテシスに通じる。内ナルテクスにはハリストス（キリスト）の祖先が描かれた2つのドームがあり、ハリストスを中心として、パンプキン・ドームのくぼみひとつひとつに人物像が描かれている。内ナルテクスから身廊に至る入り口の上部には『ハリストスと聖堂を捧げるテオドロス・メトキテス』が描かれ、外ナルテクスの入り口と同じく「命あるもののコーラ」との銘がある。その右側には『生神女とハリストス』が描かれるが、構図はほとんどハギア・ソフィア大聖堂の『デイシス』である。ハリストスには「カルキティス」との銘文があり、これは皇帝宮殿のハルケ門にあったイコンをもとにしたものであることが分かる。この空間のモザイクは、主に生神女（聖母）に関わる物語が描かれている。
1. ハリストス（キリスト）と、聖堂を捧げるテオドロス・メトキテス
2. 聖ペテロ;
3. タルソスのパウロ;
4. 生神女とハリストス（デイシス）
5. ハリストスの系譜

以下はヴォールトに描かれた生神女の生涯
1. エルサレム神殿の司祭によるヨアキムの供物の拒絶
2. 聖アンナの受胎告知
3. ヨアキムと聖アンナ
4. 生神女誕生
5. 両親による生神女への愛情
6. 聖職者によって祝福された生神女
7. エルサレム神殿に奉献される生神女
8. 天使よりパンを受ける生神女
9. 紫色の羊毛のかせを受ける生神女
10. ゼハリヤの祈願
11. ジョゼフに任せられた生神女
12. 生神女を連れ帰るヨセフ
13. 生神女福音
14. ヨセフの不審

### 内陣

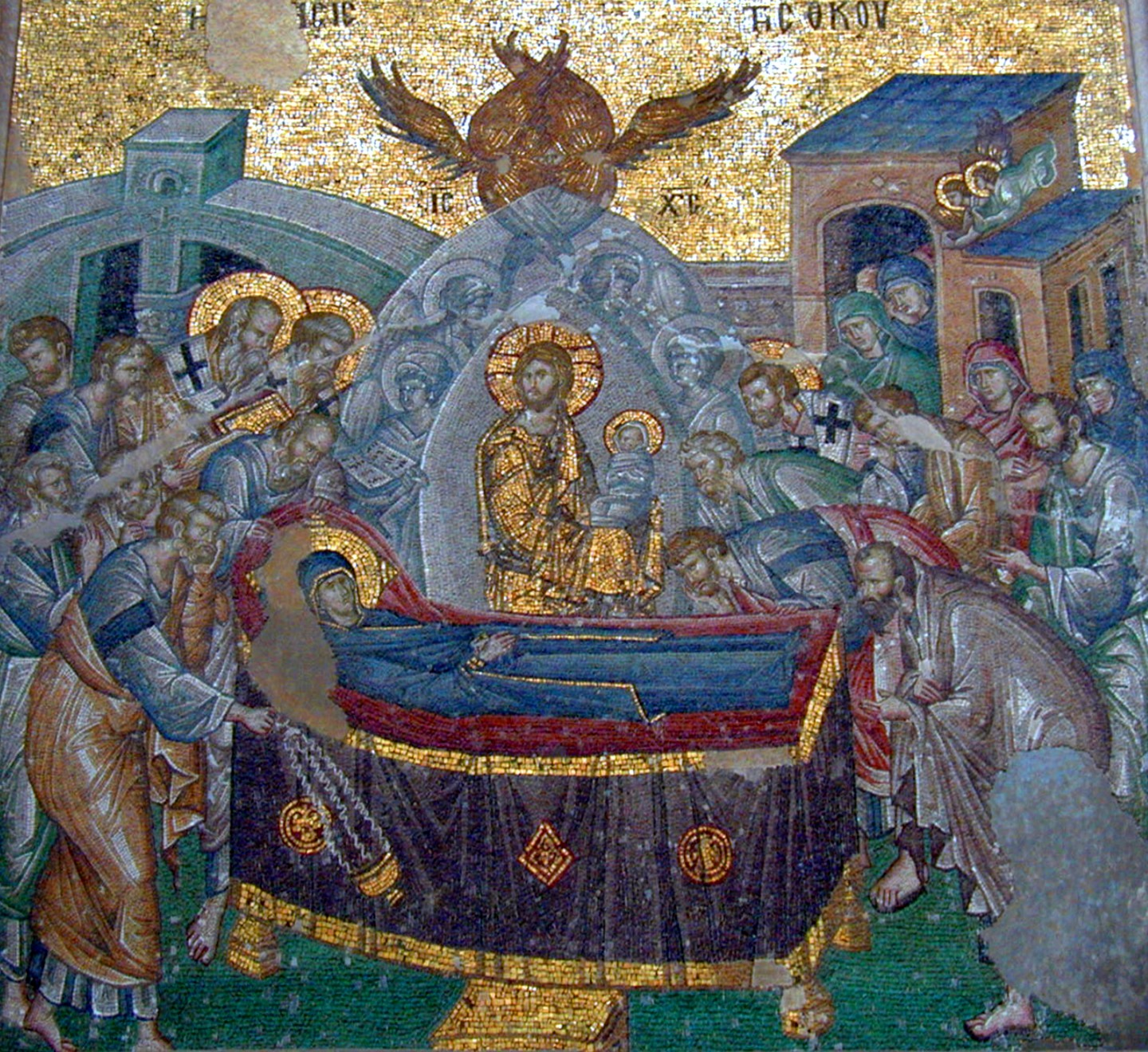
生神女就寝（コイシメス）のモザイクイコン。ハリストス（キリスト）が中央に描かれ、ハリストスは幼女の姿をしたマリヤの霊を抱いている。幼女の姿はその純潔を意味している。

内陣の装飾はあまり保存されていないが、身廊に3つのパネルが残る。テンプロンがあったと思われる場所の左右には、大理石に縁取られた『ハリストス』と『聖母子』が描かれている。それぞれに「命あるもののコーラ（土地／住処／郊外）」「含まれ得ぬもの（＝神）のコーラ（土地／住処／郊外）」との銘文が刻まれている。西扉口上部には、『生神女就寝（コイメシス・眠りの聖母）』が描かれる。

### パレクレシオン
外ナルテクス南側は、一族の埋葬および礼拝のために創られたパレクレシオンに通じている。聖堂の2番目に大きいドーム（直径4.5m）は、このパレクレシオンの中央に存在し、その下部に内陣に通じる小さい通路が設けられている。パレクリシオンはナルテクスのようなモザイクではなく、フレスコ画による装飾が行われている。アプスにある、マンドルラを背景に立つハリストスがアダムとエヴァを引き上げる場面（下記『復活』）は、ビザンティン美術屈指の名画として挙げられる。

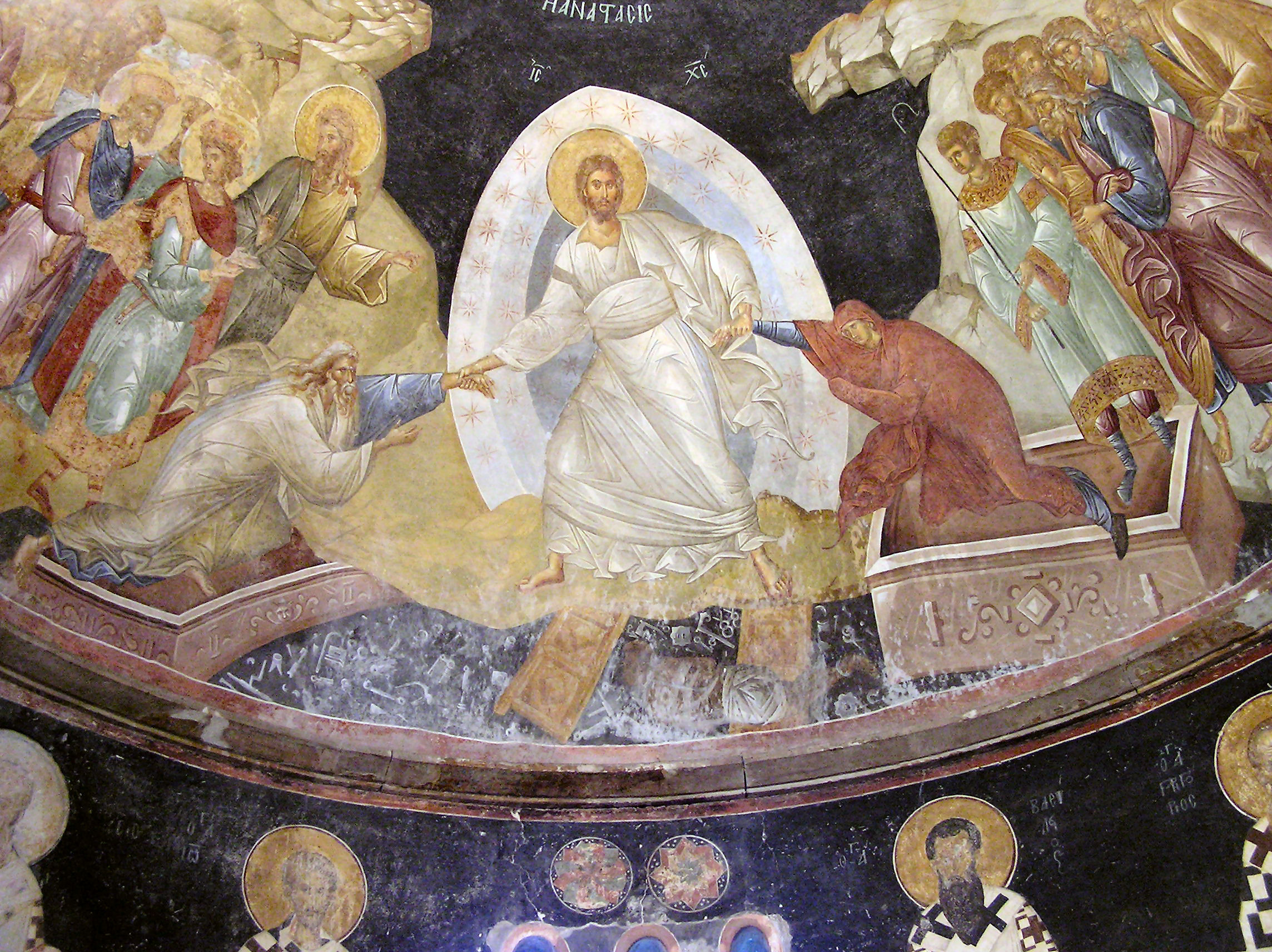
フレスコ画　アナスタシス（復活）

1. アナスタシス（復活）
2. 復活の奇跡
3. 生神女と大天使
4. 最後の審判

## 参考図書
- シリル・マンゴー著　飯田喜四郎訳『図説世界建築史　ビザンティン建築』（本の友社）ISBN 9784894390201
- ジョン・ラウデン著　益田朋幸訳『岩波世界の美術　初期キリスト教美術・ビザンティン美術』（岩波書店）ISBN 9784000089234
- 益田朋幸著『世界歴史の旅　ビザンティン』（山川出版社）ISBN 9784634633100
- 日高健一郎・谷水潤著『建築巡礼17　イスタンブール』（丸善）ISBN 9784621035184